# Tacon (rivière)
Pour les articles homonymes, voir Tacon.
Le Tacon est une rivière du massif du Jura, située dans le département homonyme et un affluent de la Bienne, donc un sous-affluent du Rhône par l'Ain.

## Géographie
De 17,4 km de longueur, la vallée du Tacon entaille l'anticlinal des Hautes Combes sur un intervalle de 100 à 450 m. Le Tacon suit un axe nord-nord-est, puis bifurque vers l'ouest en arrivant sur Saint-Claude. Il prend source à l'extrême-sud du département sur le territoire de la commune des Bouchoux pour rejoindre la Bienne à Saint-Claude après un parcours de plus de 20 km.
Le bassin versant du Tacon, d'une superficie de 157 km2, occupe les trois quarts des Hautes Combes du lac de Lamoura jusqu'à la source du Tacon et de Saint-Claude au crêt au Merle.
Il est dominé par le mont Chabot et le crêt de Surmontant qui forment les bords nord-ouest de la vallée. Le Tacon contourne ces deux montagnes par le nord à Saint-Claude en se dirigeant vers l'ouest.